# Episodi de I gemelli Cramp (prima stagione)
La prima stagione della serie animata I gemelli Cramp, composta da 26 episodi (52 segmenti), è stata trasmessa nel Regno Unito da CBBC dal 23 giugno 2001 al 2005.
In Italia la stagione è stata trasmessa dall'autunno 2002 su Cartoon Network.
| nº  | Titolo originale    | Titolo italiano               | Prima TV USA | Prima TV Italia |
| --- | ------------------- | ----------------------------- | ------------ | --------------- |
| 1a  | Fashion Passion     | Un modello da imitare         | 2001         | 2002            |
| 1b  | Small Wonder        | Per tre centimetri in più     | 2001         | 2002            |
| 2a  | Date Dupe           | La nuova compagna di classe   |              | 2002            |
| 2b  | Agent X             | Una macchia compromettente    |              | 2002            |
| 3a  | Mr. Winkle's Monkey | Un tesoro di scimmia          |              | 2002            |
| 3b  | Wicked Wendy        | La terribile Wendy            |              | 2002            |
| 4a  | Swamp Fever         | Una lumaca molto rara         |              | 2002            |
| 4b  | Kung Foolish        | Le arti marziali              |              | 2002            |
| 5a  | Silence Please      | Silenzio, prego               |              | 2002            |
| 5b  | Fur Fungus          | Emergenza muffa               |              | 2002            |
| 6a  | Home on the Range   | Il barbecue della Haz Chem    |              | 2002            |
| 6b  | Holesome            | Guerra ai germi               |              | 2002            |
| 7a  | Sick Daze           | Un rimedio infallibile        |              | 2002            |
| 7b  | Picket, Picket      | Lucien investigatore          |              | 2002            |
| 8a  | Nostalgia Nasty     |                               |              | 2002            |
| 8b  | Haircut Horrors     |                               |              | 2002            |
| 9a  | Big Baby            | La cuginetta                  |              | 2002            |
| 9b  | Ad Bad              | Il piccolo idraulico          |              | 2002            |
| 10a | Workout             | Il re dei lavoratori          |              | 2002            |
| 10b | 6th Senselessness   | Lucien e i poteri paranormali |              | 2002            |
| 11a | Twin Studies        | Gemelli diversi               |              | 2002            |
| 11b | Birthday Blues      | Festa di compleanno           |              | 2002            |
| 12a | Grandma's Piano     | Il pianoforte della nonna     |              | 2002            |
| 12b | Guide Games         | Neve di sapone                |              | 2002            |
| 13a | Prize Swallow       | La collezione di fischietti   |              | 2002            |
| 13b | Ice Scream          | Ravanelli stupidi             |              | 2002            |
| 14a | Wolfman Wayne       | Wayne il lupo mannaro         |              | 2002            |
| 14b | Shed Dead           | Il cavallo a dondolo          |              | 2002            |
| 15a | Spy's Pies          |                               |              | 2002            |
| 15b | No Means Yes        |                               |              | 2002            |
| 16a | Chameleon Chaos     | L'incubo                      |              | 2002            |
| 16b | Weedkiller          | I giardini in Soap City       |              | 2002            |
| 17a | Room Rage           |                               |              | 2002            |
| 17b | Dirty Monkey        |                               |              | 2002            |
| 18a | Hotel Hysteria      | Come un terremoto             |              | 2002            |
| 18b | Alien Glow          | Il disco volante              |              | 2002            |
| 19a | Miss Kissy          | Il fidanzato misterioso       |              | 2002            |
| 19b | Friend Fight        | L'eroe della discarica        |              | 2002            |
| 20a | Walk Like a Man     | Non voglio crescere           |              | 2002            |
| 20b | Bouncy Bob          | Un gioco alla moda            |              | 2002            |
| 21a | The Great Luciani   | Un grande mago                |              | 2002            |
| 21b | Wendy Boy           | Wendy il maschiaccio          |              | 2002            |
| 22a | Food Fight          | Lotta alimentare              |              | 2002            |
| 22b | Mari Mania          | La foto di Mari               |              | 2002            |
| 23a | Great Bowl of Fear  | Una pesca molto speciale      |              | 2002            |
| 23b | Mud Crush           | Fango miracoloso              |              | 2002            |
| 24a | Petrified Poodles   | Wayne è l'amico degli animali |              | 2002            |
| 24b | Harp Wars           | Concerto in classe            |              | 2002            |
| 25a | The Bad Seed        | Errori di gioventù            |              | 2002            |
| 25b | Rodeo Rita          | Delusioni                     |              | 2002            |
| 26a | Worm Funeral        |                               |              | 2002            |
| 26b | One Sock Wonder     | Il calzino scomparso          |              | 2002            |